# International Communication Gazette
International Communication Gazette (ISSN 1748-0493) är en global akademisk tidskrift inom området kommunikation där akademiska artiklar författade av internationellt erkända akademiker inom vetenskapsområdet publiceras. Tidskriften täcker alla aspekter av kommunikation, inklusive modern massmedia, traditionell media, alternativ media, telekommunikation samt information och kommunikationsteknologi.
Tidskriften utges av SAGE Publications och den nuvarande redaktören (2006) är professorn i Internationell kommunikation Cees J Hamelink ifrån Universiteit van Amsterdam i Nederländerna.